# クリエイティブホープ
株式会社クリエイティブホープ（CREATIVEHOPE,INC.）は、新規事業の立ち上げや既存事業におけるデジタル戦略から実装・改善までを一貫してサポートするコンサルティング&テクノロジーカンパニー。積極的にソリューションビジネスの立ち上げを推進している。
代表取締役会長の大前創希は、大前研一の長男。大前研一が立ち上げた新規ビジネスプロジェクトにて取締役を2年間経験し、仕事術・コンサルティングの方法論を学ぶ。
その後デザイン事務所での経験を経て、Webサイトをビジネスツールとして活用するための戦略的アプローチが最も重要と捕らえ、株式会社クリエイティブホープを2002年に起業。

## 事業概要
新規事業の立ち上げから推進や既存事業のデジタルトランスフォーメンション推進のための上流工程のコンサルティング（ビジネスモデル構築、イノベーション構築、UX設計、事業計画、マーケティング戦略、プロモーション、ブランディングなど）からデジタル事業推進のためのアウトソーシングを実施。自社でも新規事業立ち上げを推進しており、国内・フィリピンを中心に事業展開を推進中。

## 沿革
- 2002年3月1日- 株式会社クリエイティブホープ設立
- 2005年8月22日- Webカルテ（ログ解析・調査・分析）サービス 開始。
- 2006年3月20日- Flashフォーム構築サービス 開始。
- 2007年11月16日- RFP（提案依頼書）コンサルティング開始
- 2008年
  - 6月18日 - 口コミサイト化ソリューション「バイラルプレス」を販売開始
  - 12月1日 - ユーザコミュニケーションサービス「VP-エンゲージメント」を株式会社ブログウォッチャー社と共同販売開始
- 2009年
  - 4月10日-アクセス解析イニシアチブ発足
  - 4月15日-EFO（エントリーフォーム最適化）サービス開始
  - 6月10日-Web事業コストカットサービス開始
  - 7月1日-CGMコンサルティング開始
- 2012年
  - 6月8日 企業の役員に就いていることが参加条件の完全招待制SNS「Comeet（コミート）」のベータ版を開始
  - 6月15日 スマホ対応のスタンプカード『スコップ』を株式会社エス・ジー様と共同開発し、提供開始。
- 2013年
  - 4月1日　クリエイティブホープ会長に大前創希が就任。新社長に茅野智路が就任。
  - フィリピン、マニラにマニラ支店を開設。
  - 顧客化、来店動機、情報拡散にフォーカスしたスタンプカードアプリ「Scoopy!」をアジアディビジョン向けに提供開始。
- 2014年
  - 4月7日　ビューティープロダクツに関するニュース・レビューを提供する英語サイト「Prettyfab」を公開。
- 2015年
  - マーケティングオートメーションを基軸としたコンサルティングパッケージを提供開始。
  - WIS社と共同開発でiBeaconを利用した「オフィス利用実態調査サービス」を提供開始。
  - iBeaconで山の遭難を未然に防止、北アルプスで“お守りビーコン”実証実験に参画。
  - O2Oコマースアプリパッケージのサービス提供開始
  - フィリピンの人材市場をターゲットした成果報酬型人材メディア「JOBGANTIC」を提供開始。（2018年9月をもって提供終了。）
- 2016年
  - Web接客サービスタグメントを提供開始。（2018年3月をもって提供終了。）
  - デジタルガレージ社と共同開発した「CONNECT BAY®」のベータ版を提供開始。
- 2017年
  - 4月1日　茅野智路にかわり新社長に香取宜伸が就任。
  - 新社長就任に伴いVISIONを”Keep Trying, Stay Crazy"から”Beyond the Border”に変更。
  - 社内向け勉強プログラムをワンデイスタディーを開催
- 2018年
  - 7月19日　B2B企業向け、マーケティングオートメーション導入・活用診断サービス『MA Value』を提供開始。（https://s.creativehope.co.jp/mavalue）
  - 7月23日 HubSpot Impact Awardsにて、Partner of the Quarterに選出。
  - 9月28日「CONNECT BAY®」がアプリの成長支援ツール「Repro」と連携、「CONNECT BAY® for Repro」の提供を開始
  - 10月2日　「LINE」とMAの連携でユーザ一人ひとりに適切なコミュニケーションを可能にした、新サービス『MA＊LINE』提供開始（https://s.creativehope.co.jp/maline/hubspot）
  - 11月9日　LINEを利用した友人紹介キャンペーンを支援するクラウドサービス「INVY」正式リリース　（https://s.creativehope.co.jp/invy）
- 2019年
  - 3月6日 株式会社Ginco社と共同でブロックチェーンを用いた新規事業の初速を最大化するブロックチェーン活用したサービス開発の支援を開始。　（https://s.creativehope.co.jp/blockchain/download）
  - 4月1日-Fintech事業部、Marketing＆Salestech事業部、Datahub事業部の3事業部を発足
  - 5月より毎月事業会社やパートナー会社向けたDX推進を目的としたCRH_TECHCAMPを開催
- 2020年
  - BtoBマーケティング実践プログラム「リードビジネスゲーム™[4]」サービスを開始
  - 11月15日 Hubspot社Solutions Partnerプログラムプラチナパートナーとして認定
- 2021年
  - 4月1日 「Marketing&SalesTech事業部」「Fintech事業部」「Datahub事業部」を統合し、 「Growth Hack」事業を新設
- 2022年
  - 1月14日 HubSpotJapan株式会社が選出する「Customer First in Japan2021」受賞
  - 1月21日 BtoBマーケティングの実践書「HubSpotワンストップマーケティング」を出版